# 1871 (film)
1871 er en britisk film fra 1990 af Ken McMullen.

## Medvirkende
- Ana Padrao som Severine
- Roshan Seth som Grafton
- John Lynch som O'Brien
- Jack Klaff som Cluseret
- Timothy Spall som Ramborde
- Dominique Pinon som Napoleon III
- Maria de Medeiros som Maria